# 電波時計

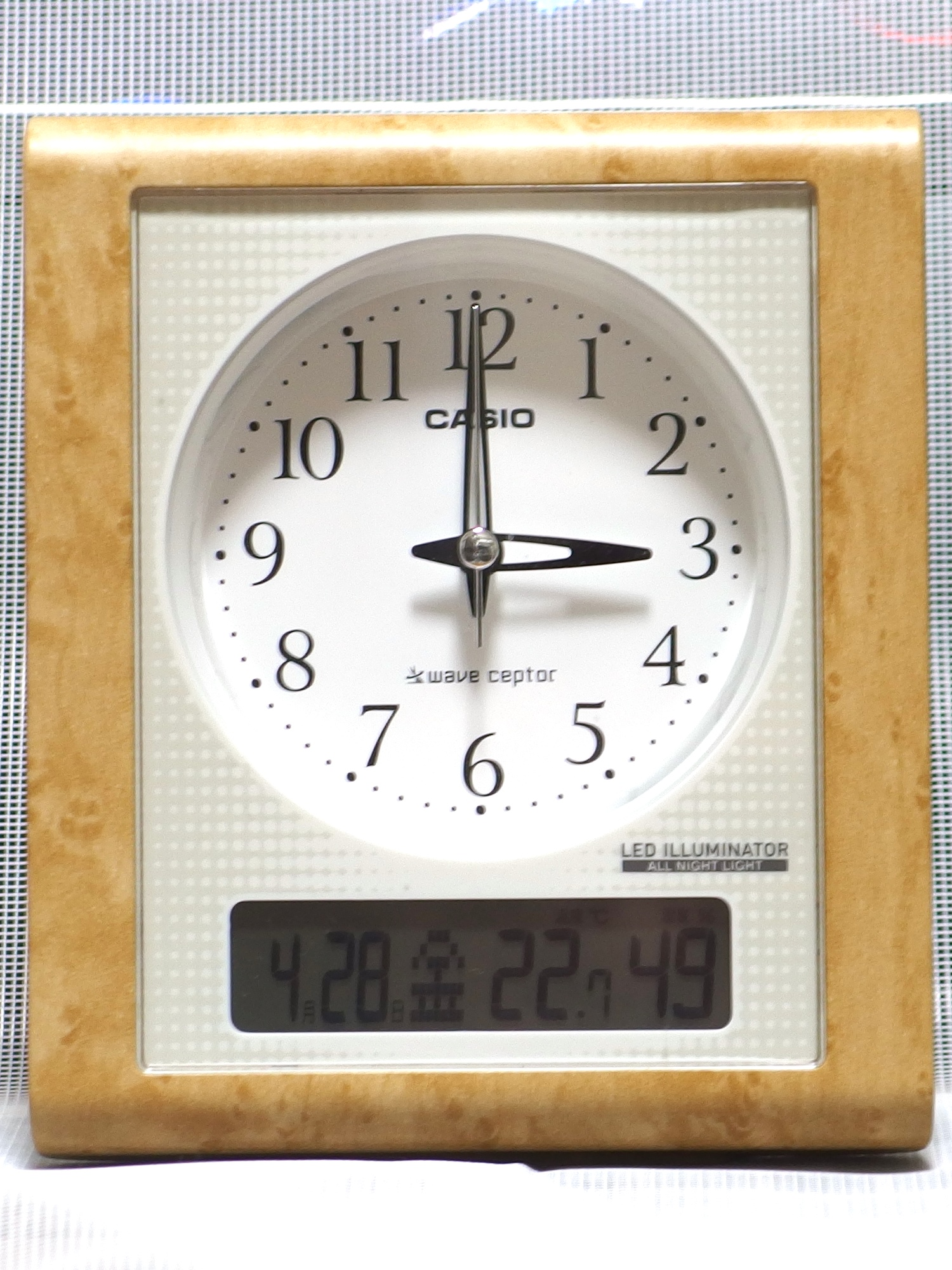
アナログ電波置時計カシオのウェーブセプター

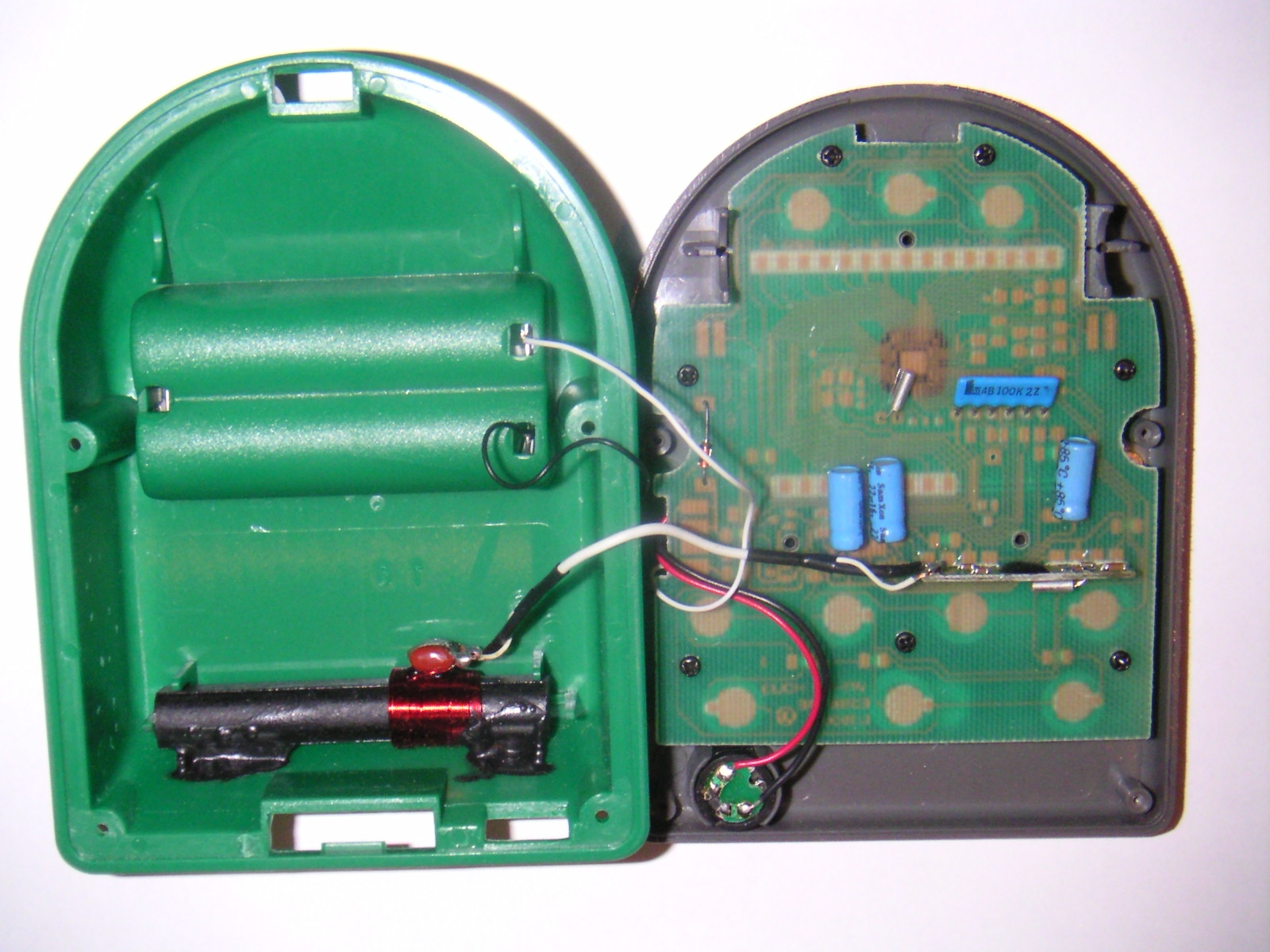
内部構造。電波受信用のバーアンテナが確認できる（左下の棒状のもの）。

電波時計（でんぱどけい）は、標準電波を受信して誤差を自動修正する機能を持つ時計のことである。

## 概要

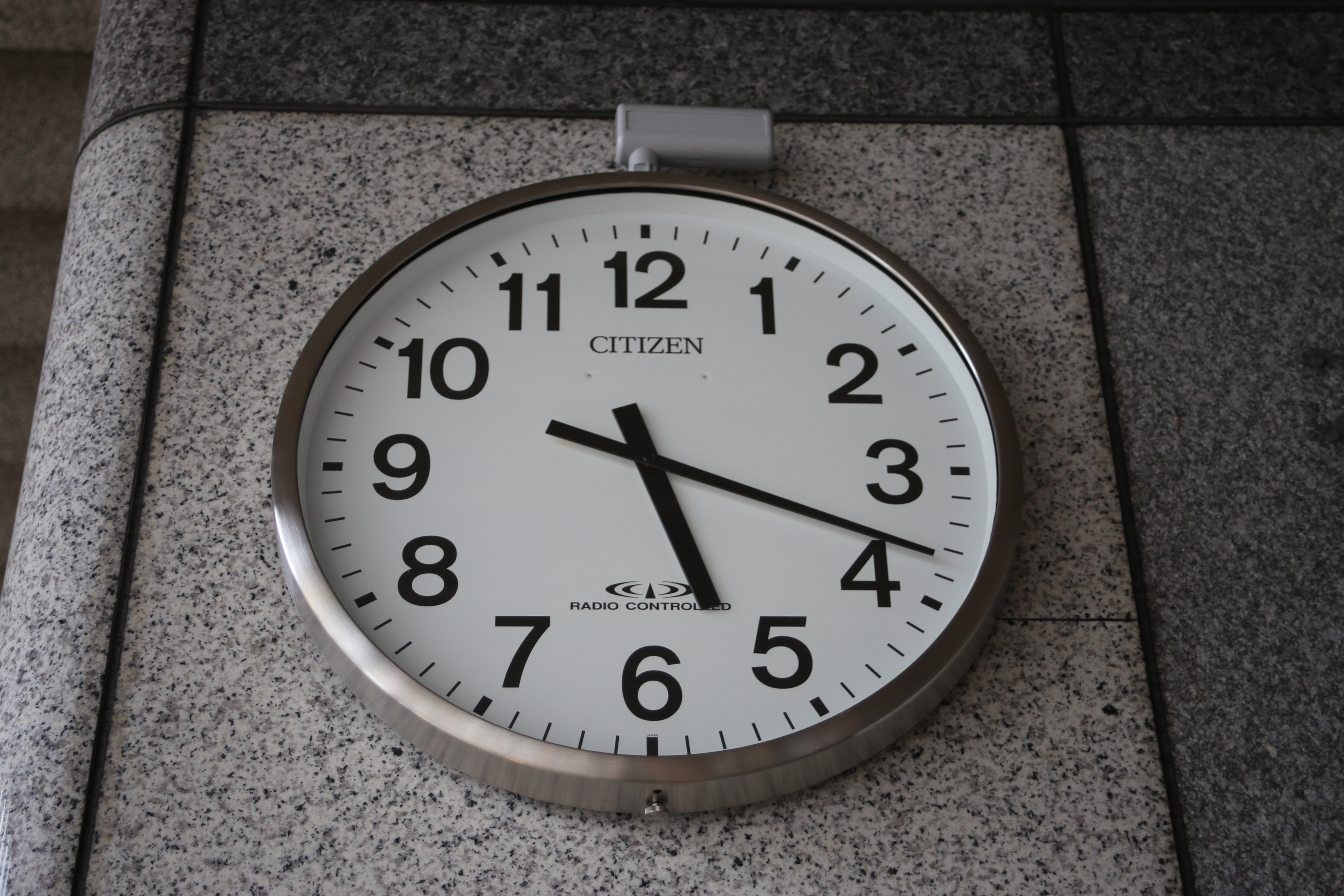
屋外対応の電波掛時計シチズン時計(リズム時計製)

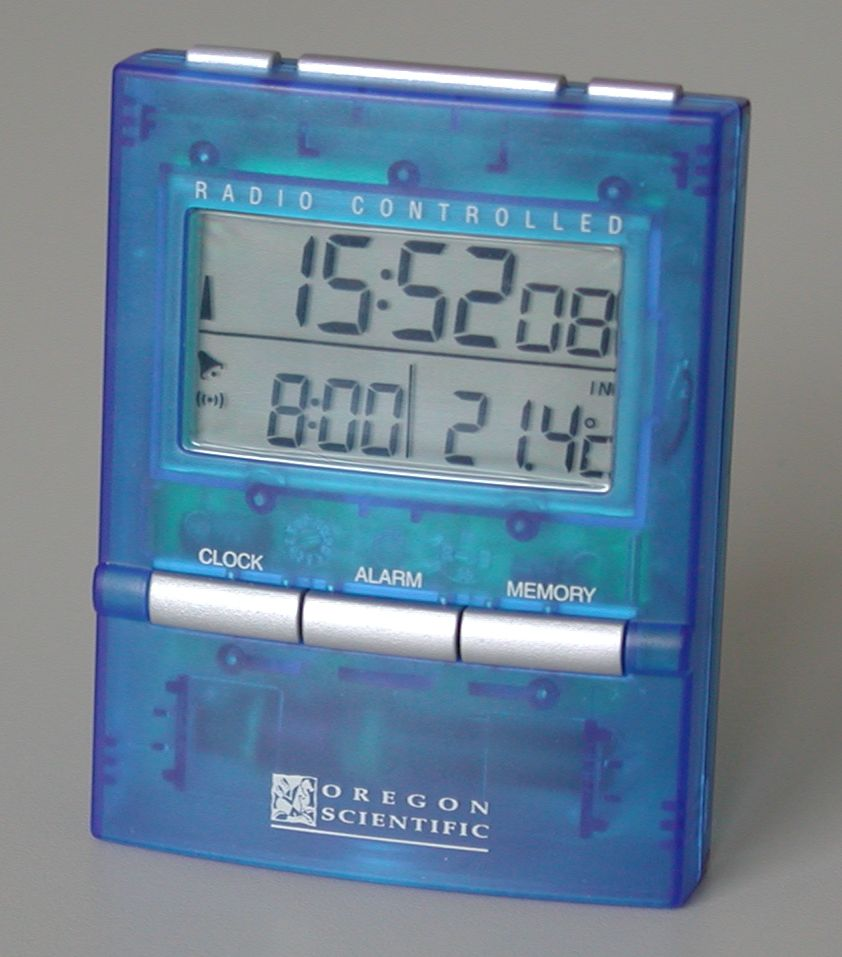
デジタル電波時計Oregon Scientific製

標準電波の送信局から送信される、原子時計を基準とする日付・時刻情報（タイムコード）を載せた電波を受信し、自動的に時刻を合わせる時計が電波時計である。電波が正常に受信できる環境に限り、秒単位で正確な時刻を知ることができる。音声品質が問われるラジオなどと異なり、タイムコードが読み取れれば良いため、室内など電波強度が低い場所であっても、僅かにでも標準電波が受信できれば時刻校正は完了できる。
標準電波の情報を利用するため、夏時間（サマータイム）や閏秒によるずれも自動的に修正される。ただしこれは時刻のずれを後から修正するというだけであり、夏時間の切り替え直後は（そのタイミングで受信しない限り）時刻はずれたままになる。閏秒という制度についても、それに対応している（○時59分60秒といった表示を行える）訳でもない。
標準電波の受信の頻度は機種によって様々であり、前回の受信から次回の受信までの間の精度は、その時計（通常はクォーツ時計 初期型だとトランジスタクロック）自身に依存する。受信頻度や時計の精度がさほど高くなくても、毎回もれなく受信できる環境であれば、意識されるような時刻のずれは生じない。だが、以下のように電波の受信ができない場合には、その時計自身の精度によるずれが生じる事になる。
世界の送信所については英語版を参照。標準電波を利用できない場合はインターネット（特にNTP）やGNSSなどの他の校正方法を利用する必要がある。

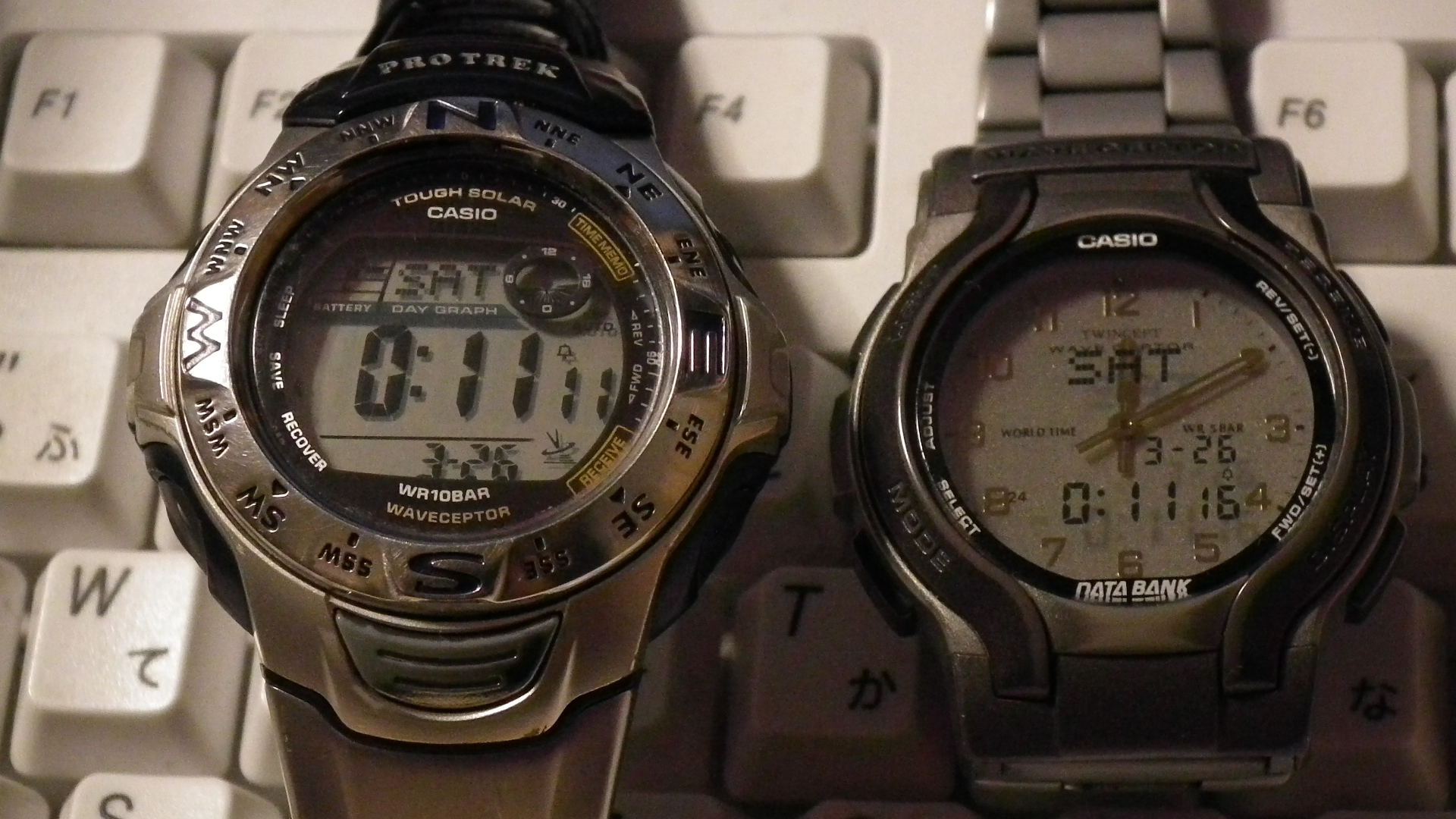
東日本大震災の発生から15日後、40kHzのみ対応の電波腕時計(右)が5秒進んだ状態。

標準電波の停波
送信局は、機器のメインテナンスや故障、事故、災害（あるいはその予防）のために標準電波の送信を停止する場合がある。日本のJJYの場合、数秒から数時間程度の短時間の停波は年に数十回ほど発生している。複数の送信局に対応している機種で、複数局の電波が受信できる地域であればこの問題は回避できる。
2011年3月11日に発生した東日本大震災などの際、電波が一時的にキャッチできないという現象が発生した（後述する福島県の送信施設が、福島第一原子力発電所事故の影響で1か月以上に渡り送信を停止していたため、東日本エリアを中心に受信できないケースがあった）。
電波が届かない環境
送信局から離れすぎている場合には受信できない。受信可能な地域の建物においても、まれに受信できないことがある。ただし、最近は技術の進歩で、強固な鉄筋コンクリートなどの建物内の場合でも受信可能な場合が増えている。電波時計に搭載できる小さなアンテナでは受信感度に限界があるため、屋内用の電波時計では窓際など屋外に近い場所でないと受信に成功しない場合が多々ある。
また、時刻データは60秒で1データとなっており、環境や状況によっては60秒内において時刻データの受信と未受信を繰り返してしまい、時刻データが揃わず受信が未完了となることがある。そのため、表示時刻が電波により修正されたものかを確認できるように、受信状態を表示するインジケーターが設けられている製品もある（デジタル表示では送信アンテナ型のアイコン、アナログ表示ではLEDなど。1日から数日間電波受信による較正を行えなかった場合は消える）。
電池残量の減少
電池式の電波時計では、電池の残量が少なくなると電波が受信できなくなることがあり、機種によっては省電力（時計機能の維持）のため受信機能を停止する。太陽電池を搭載したものでも、二次電池（充電池）の劣化によって同様のことが起こる。
このほか、標準電波は光の速度で伝播するため、電波発信源より遠い場所においては数ミリ秒程度の誤差が発生する。たとえば、送信所から300キロメートル離れた場所では約1ミリ秒遅れて受信することになる。
アナログクォーツ電波時計、コンビネーションクオーツ電波時計は一定の衝撃を受けても基準位置がずれる場合がある。このため、電波時計が電波を正常に受信していても正確な時間を指さない場合がある。基準位置の修正は針位置補正機能が付いていない限り、手作業で行う以外にない。

## 日本における電波時計
日本では「JJY」と呼ばれる標準電波の送信局があり、福島県大鷹鳥谷山のおおたかどや山標準電波送信所（送信周波数40kHz）と、福岡県と佐賀県との県境に位置する羽金山のはがね山標準電波送信所（送信周波数60kHz）の2つの送信所で、ほぼ日本全国をカバーしている（ただし先島諸島、小笠原諸島などは範囲外）。
なお、日本と時差のない韓国・北朝鮮の全域もJJYの受信範囲に届くため、日本製の電波時計がそのまま使用できる。時差が異なるグアムなどでも受信可能な場合がある。

### 主な製品
時刻合わせの手間がかからないという利点を生かし、メンテナンスしにくい場所に設置されることが多い掛時計や据え置き型の目覚まし時計のような製品が多数のメーカーより販売されている。デジタル表示、アナログ表示ともいずれの製品もある。標準電波に含まれる日付情報を表示するカレンダー機能を持つものや、アナログ表示でも内部では午前と午後を認識して昼間のみ時報を鳴らす製品などもある。
最近は複数の国の電波に対応している機種や腕時計型の機種も製品化されている。2009年近辺から受信装置の小型化・低価格化が急速に進み、2012年現在では、デジタル式小型目覚まし時計で家電量販店あるいはディスカウントストアでの実売価格が1000円未満のものも、デジタル式腕時計で2000円未満のものも売られている。さらに、女性用のクォーツ時計並みの小型でファッション性の高い、特にブレスウォッチと呼べるようなデザインの製品も発売されている。
以下は主な「電波時計」機能名と、その受信可能局である。
カシオ製
wave ceptor - 日本（福島局/九州局・JJY）と、一部機種除きアメリカ（コロラド州・WWVB）
MULTI BAND 5 - 日本2局、アメリカ、イギリス（アンソーン・MSF）、ドイツ（マインフリンケン・DCF77）
MULTI BAND 6 - 日本2局、アメリカ、イギリス、ドイツ、中国（河南省・BPC）
シチズン製
電波時計 - 日本2局
Perfexマルチ3000 - 日本2局、アメリカ、ドイツ、中国
セイコー製
RADIO WAVE CONTROL SOLAR - 日本2局
RADIO WAVE CONTROL ADVAN WAVE SOLAR - 日本2局、アメリカ、中国
電波受信可能域については、各社ごとによって説明・見解が異なっている。上記3社の他にエルジンなど複数のメーカーより電波受信機能搭載の腕時計は多数発売されている。
一部の電子キットメーカーから基板などのセットが発売されており自分で組み立てることも可能である。

## 中継機を使った製品
前述の電波が受信しにくい問題点を改善するために、屋外や窓際等の電波状態の良い場所で受信した電波を一旦復調し、別の周波数で時間情報を再送信する中継機が市販されている。
シチズンから発売されていた9ZZ005-008（リズム時計製）という製品は、東西の受信可能な周波数のうち、手動切替スイッチで選択した周波数を受信し、送信用の切替スイッチで選択した東西の周波数のいずれかで中継することができる。ただし中継する機器であるため、そもそも標準電波を受信できなければ使用できないが、下記にあるような標準電波に準じた電波を送出する機器と組み合わせればそれの中継をさせることができる。
標準電波の中継ではないものの、インターネット上のNetwork Time Protocol（以下NTP）サーバーから時刻情報を取得し、標準電波と同じ信号電波を生成、送信する屋内向け機器もある。回線の速度等に依存する関係上、サーバー側の時刻精度がどんなによくても機器側の精度は標準電波に遠く及ばず、時刻信号のズレがあり、両方が同じ周波数で受信されてしまう状況では、信号干渉から時刻校正ができなくなる可能性があるため、設置環境や送信周波数設定には注意が必要である。
日本アンテナからは、NTPリピーターという名称の製品が発売されている。NTPリピーターは、上記にあるインターネット上のNTPサーバーから時刻情報を取得し、標準電波と同じ信号電波を生成、送信する。標準電波は40kHzと60kHzをスイッチで切り替えができるようになっており、半径約10mの範囲で電波を送信する。
セイコーからは、タイムリンクという名称の製品が発売されている。タイムリンク送信機（親機）で受信した時刻情報を特定小電力無線で再送信、タイムリンククロック（子機）で受信する。標準電波との信号干渉は発生せず、到達距離も標準電波中継器より長くすることができる反面、通常の電波時計では受信できない。またネクスタイムという親機に一般スマートフォンを使用してNTPサーバーから取得した時刻情報をBluetoothで送信する製品もある。

## その他の電波を使った時計
一般的には前記の「標準電波を受信し時刻を合わせる時計」が狭義での「電波時計」ではあるが、「標準電波以外の各種電波により時刻情報の伝達を受けて時刻校正を行うもの」も広義での電波時計といえる。以下にその例を示す。
- GPS受信機、カーナビゲーション、GPS腕時計など衛星電波利用の時計 - GPS衛星より送信される時刻情報を利用。時分秒の校正および日付曜日の校正もできる。腕時計でもこの技術が使われており、2014年現在、シチズン・セイコー・カシオから「標準電波ではなくGPS衛星からの電波を受信することで正確な時刻を刻むGPS腕時計」が発売されている。この方式によると、標準電波の届かない地域（陸上・海上・上空）や標準電波自体のない国の中でも、時計の時刻校正が可能である。2014年8月現在、最先発であったシチズンはGPSの時刻情報のみを使用している。捕捉する衛星は1基であるため位置情報が取得できず、タイムゾーンをまたいでの使用時はマニュアルによるエリア設定が必要。しかし、測位を行わないために受信に掛かる時間は短い。後発のセイコーは4基の衛星の捕捉を必要とするが、位置情報も取得できるためエリア設定が不要。現時点では最後発のカシオはタイムゾーンをまたいだ時にタイムゾーン設定のためのGPS信号受信を行う必要があり、その時は4基から受信、以降は1基から時刻情報のみとなっている。
- 携帯電話各社の携帯電話機 - 基地局からの制御信号に時刻情報（時分秒、日付曜日）が重畳されており、この情報を取得して時刻校正を行う。
- NTTドコモのFLEX-TD方式クイックキャストの時計 - 呼び出し用の電波に時刻情報（時分秒、日付曜日）が重畳されている。
- 国内のテレビやラジオ放送の時報やデータ放送電波を用いたもの - テレビ放送がアナログ放送だった時代、テレビ放送の時報やテレビのデータ放送電波に重畳されていた時刻情報を用いて家庭用ビデオテープレコーダ等に組み込まれた時計を校正していた。家庭やオフィスで使用できる壁掛け時計でも、1960年代前半にはセイコー等からラジオの時報を受信し時刻補正するものが発売されている。一般に、時報を用いたものは、日に数回程度正時の時報と同時に時計の長針と秒針を12時の位置に合わせる、あるいは正時の時報と同時にデジタル時計表示の分秒部分を時とは無関係に00分00秒と表示させる正時時刻校正機能のみを有し、時・日付曜日の校正はできなかった。一方、データ放送電波を利用したものは、日に数回程度時分秒、日付曜日の校正をしていた[注釈 1]。ラジオ放送の時報を用いたものは、例えば、現行の長波帯のJJYが運用される前に親子時計等のオプションとして存在した。ただし、正時時刻校正機能しか持たなかったため、一度は手動で時刻を合わせなければならない。リズム時計工業よりJJYとAMラジオの時報の両方を受信できる時計が発売されている。このほか、公園に設置されている屋外時計にも、例えばNHKのラジオFM放送の時報で日に1回程度正時時刻校正するものがある。
- BSデジタルテレビや地上デジタルテレビなどのデジタル放送テレビでは、放送波の中にTOT（Time Offset Table）として現在時刻（時分秒）と日付曜日情報が織り込まれている。2011年7月25日以降は、このTOTを使ってテレビやビデオレコーダーなどに組み込まれている時計の時刻校正が行われている。
- 見えるラジオの時計 - FMラジオの文字多重データに時刻情報が重畳されている。専用受信機のみ対応。
- NTPへの接続 - 中継器ではなく無線LANを使いインターネット経由でNTPに接続する時計も販売されている[6]。